# 守屋時郎
守屋 時郎（もりや ときろう、1910年5月21日 - 2001年6月4日）は、日本の経営者。大東京火災海上保険社長、会長を務めた。東京都出身。

## 経歴
1930年に慶應義塾大学経済学部経済学科を卒業し、同年に大東京火災海上保険に入社。1956年6月に取締役に就任し、1957年6月に常務を経て、1960年6月に副社長に就任し、1962年6月には社長に昇格。1970年6月に会長に就任し、1975年6月から1979年7月までに常任監査役を務めた。
1971年10月に藍綬褒章を受章し、1978年4月に勲四等旭日小綬章を受章。
2001年6月4日胃癌のために死去。91歳没。